# سیروواتکا
سیروواتکا (به لاتین: Syrovátka) یک منطقهٔ مسکونی در جمهوری چک است که در ناحیه هرادتس کرالووه واقع شده‌است. سیروواتکا ۴۱۶ نفر جمعیت دارد.